# 五佐
五佐（ごさ）は中国に伝わる五行に対応する存在。東・西・南・北・中央をつかさどる五帝を補佐するものと考えられる。
- 東・木帝（太皞）の補佐　句芒（こうぼう）
- 南・火帝（炎帝）の補佐　祝融（しゅくゆう）
- 西・金帝（少皞）の補佐　蓐収（じょくしゅう）
- 北・水帝（顓頊）の補佐　玄冥（げんめい）
- 中央・土帝（黄帝）の補佐　后土（こうど）